# 三重駅 (栃木県)
三重駅（みええき）は、栃木県足利市今福町に存在した日本国有鉄道（国鉄）両毛線の駅（廃駅）である。

## 歴史
- 1954年（昭和29年）3月15日：開業[1]。
- 1968年（昭和43年）10月1日：営業休止[1]。
- 1984年（昭和59年）3月1日：廃止[1]。

## 駅構造
単式ホーム1面1線の地上駅。

## 駅周辺
- 足利赤十字病院

近隣には足利競馬場があったが、2003年（平成15年）に閉場した。

## 隣の駅
日本国有鉄道
両毛線
山前駅 - 三重駅 - 西足利駅